# Mesoleius lapponator
Mesoleius lapponator är en stekelart som beskrevs av Dmitriy R. Kasparyan 2000. Mesoleius lapponator ingår i släktet Mesoleius och familjen brokparasitsteklar. Arten är reproducerande i Sverige. Inga underarter finns listade i Catalogue of Life.